# Mimobatocera laterifusca
Mimobatocera laterifusca là một loài bọ cánh cứng trong họ Cerambycidae.